# Polar PS 663 Bio

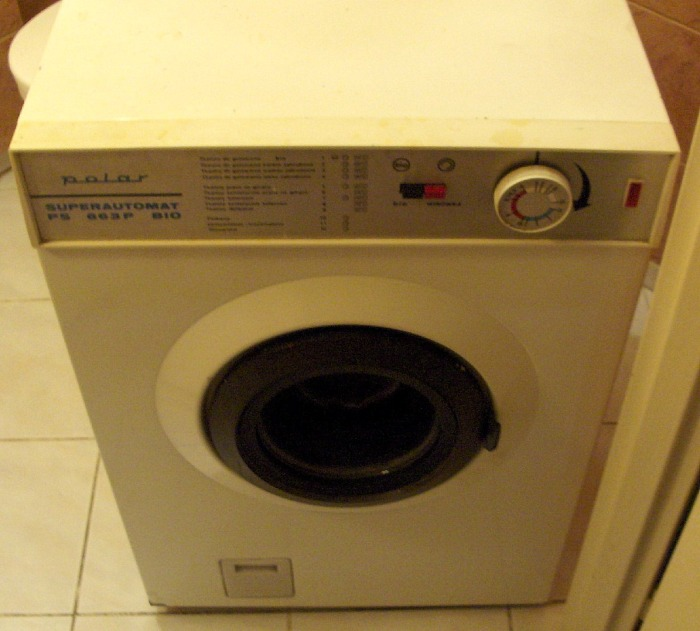
PS 663 P z 1986 roku

PS 663 BIO – model pierwszych automatycznych pralek bębnowych produkcji polskiej firmy Polar, popularnych w Polsce w latach 70. i 80. XX wieku. Na rynku dostępne były cztery wersje: PS 663 BIO, PS 663 S, PS 663 P i PS 389 EKONOMIK.

## Historia wersji
PS 663 BIO produkowana była na licencji jugosłowiańskiej firmy Gorenje w oparciu o zagraniczne podzespoły. Jej produkcja zaczęła się w 1971 roku. Wraz z upływem czasu wprowadzano do produkcji elementy produkowane w Polsce. Większość zagranicznych części pralki pochodziła z Jugosławii. W tej wersji pralki stosowano dwa typy programatorów: PG 0111 i 416C, oba produkcji zagranicznej.
PS 663 S BIO zaczęto produkować w 1976 roku. Wszystkie podzespoły tej pralki były już produkowane w Polsce. Zastosowano programator model 770 produkowany przez Predom Termet na licencji francuskiej firmy Crouzet. W pralce tej w 1980 roku wprowadzono kilka zmian, między innymi usunięto kontrolkę załączenia grzałki i zaczęto montować tylko jedną lampkę, poddano modyfikacji instalacje elektryczną, zmieniono filtr przeciwzakłóceniowy i przeniesiono hydrostat na prawą stronę pralki.

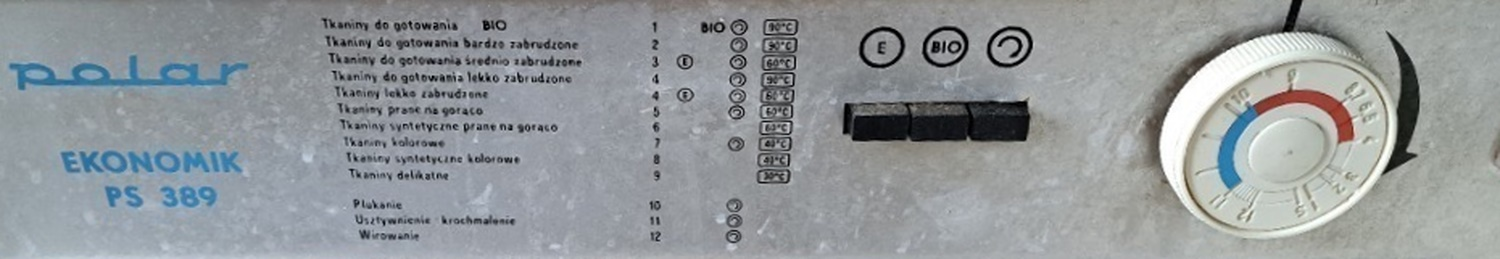
Spis programów pralki Polar Ekonomik

PS 663 P BIO została wprowadzona do produkcji w 1984 roku. Najważniejszą zmianą, w odniesieniu do poprzedniego modelu, był montaż przekaźnika grzałki, który odciążał styki programatora. Modyfikacja ta pozwoliła na wydłużenie jego żywotności. Zmieniono również programator z modelu 770 na model 770Z. Nie miał on mechanizmu czasowego BIO, który był dość awaryjny. W pralce zmieniono panel frontowy i uproszczono instalację elektryczną. Mimo zastąpienia produkcji pralki PS 663 P BIO pralką PS „Ekonomik”, w 1988 roku wyprodukowano serię pralek bez programu ekonomicznego ze względu na ciągłą produkcję podzespołów dla wersji wcześniejszej.
PS 389 EKONOMIK została wprowadzona do produkcji w 1986 roku. W wersji tej zastosowano programy ekonomiczne, włączane trzecim, dodatkowym przyciskiem. Modyfikacja ta została zaczerpnięta z pralki PDE Luna. Przycisk ten rozłączał jeden z dwóch segmentów grzałki, co powodowało obniżenie pobieranej mocy i zwiększenie czasu podgrzewania. Przycisk ten wyłączał również możliwość prania w temperaturze wody 90 °C.
Produkcji pralek serii „PS” zaprzestano z końcem 1988 roku.

## Dane techniczne
- wysokość – 890 mm
- szerokość – 600 mm
- głębokość – 600 mm
- max. ładunek bębna – 5 kg

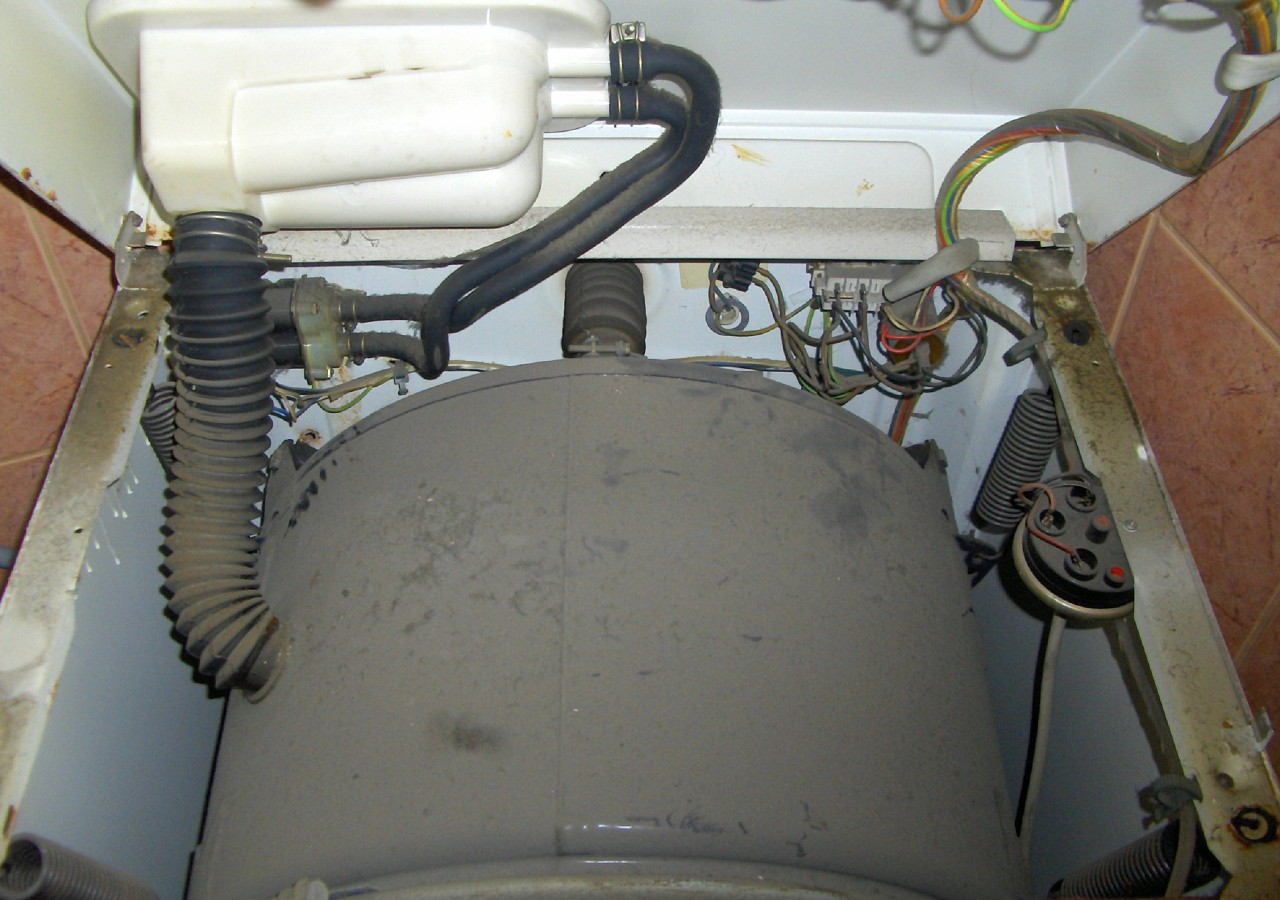
Wnętrze pralki po uniesieniu górnej pokrywy. Widoczna jest obudowa bębna, układ doprowadzenia wody, początkowy fragment instalacji elektrycznej z filtrem przeciwzakłóceniowym i hydrostat

- moc grzejnika – 2000 W (1200 W/800 W dla PS 389 EKONOMIK)
- prędkość wirowania – 380 obr./min
- zużycie wody podczas jednego napełnienia bębna – 15 l
- zużycie wody podczas całego cyklu prania – 90 l
- liczba programów – 12
- napięcie znamionowe – 220 V
- masa pralki bez opakowania – 75 kg
- masa pralki z opakowaniem – 96 kg
- zasobnik na proszek – w pokrywie górnej, 1 zbiornik na pranie wstępne i 1 zbiornik na pranie zasadnicze[1]

## Podgrzewanie wody
Grzałka pralki była włączana i wyłączana przez programator, bez względu na rzeczywistą temperaturę wody, na podstawie położenia pokrętła programatora. W określonych miejscach ruch pokrętła programatora był blokowany przez przekaźnik blokujący, włączany przez termostaty. Pralka miała 3 termostaty: dla temperatur wody niskich (29 °C), średnich (50 °C) i wysokich (82 °C). W praniu zasadniczym po osiągnięciu temperatury grzałka była jeszcze włączana na pewien czas podnosząc temperaturę wody o około 10–15 °C, w ten sposób uzyskiwano przybliżone temperatury wody: 90 °C dla programu 4, 60 °C dla programów 5 i 6 oraz 40 °C dla programów 7 i 8. Temperatura wody na programie 9 (tkaniny delikatne) była uzyskiwana przez nagrzanie do 29 °C z jednominutowym dogrzewaniem czasowym. Po skończeniu prania pralka realizowała pięć razy płukanie, po którym następowało wirowanie.

## Program BIO
Oryginalnym rozwiązaniem był program BIO, oznaczony cyfrą 1 (W PS 663 BIO z zagranicznymi programatorami 2). Polegał on na wydłużeniu prania wstępnego, w czasie którego temperatura wody wynosiła 50 °C, a pralka wykonywała delikatne obroty bębna (tak zwane obroty BIO). Rozwiązanie to miało umożliwić aktywację enzymów zawartych w proszkach do prania. Aby program był wykonywany należało wcisnąć przycisk BIO znajdujący się na panelu z przodu pralki. Wydłużenie czasu prania wstępnego było wykonywane na dwa sposoby. W PS 663 BIO przycisk BIO uruchamiał specjalny przekaźnik, nazywany przekaźnikiem BIO, który w pewnym momencie i na określony czas wyłączał główne urządzenia wykonawcze pralki. W pozostałych pralkach (z polskim programatorem 770) wydłużenie prania wstępnego polegało na automatycznym zadziałaniu specjalnego mechanizmu, który blokował programator. Przycisk BIO w obu przypadkach podnosił najniższą temperaturę wody z około 30 °C do 50 °C. W programatorze 770Z program BIO nie był umieszczany, z uwagi na wysoką awaryjność.

## Silnik pralki
Silnikiem pralki obracającym bęben był silnik asynchroniczny OKC 2-2/12D produkowany przez Predom EDA. Uzwojenia silnika tworzyły 2 oddzielne silniki, do prania i do wirowania. Silnik wirowania był dwufazowy o jednej parze biegunów z uzwojeniami zasilanymi poprzez przełączniki programatora – zasadnicze napięciem sieci, a pomocnicze poprzez kondensator – i wirował z prędkością 3000 synchronicznych, a 2800 znamionowych obrotów na minutę, co poprzez przełożenie pasowe dawało około 380 obr./min bębna podczas wirowania. Silnik prania był trójfazowy o 6 parach biegunów uzwojenia silnika, a ten sam kondensator co w silniku wirowania był załączany przez programator. Zastosowanie silnika trójfazowego umożliwiło zmianę kierunków obrotów poprzez zmianę punktu przyłączenia zasilania. Silnik ten uzyskiwał 500 synchronicznych, a 425 znamionowych obrotów na minutę, co przekłada się na 40–50 obrotów na minutę bębna.

## Pralka w kulturze
Pralka Polar PS 663 Bio i jej drobne modyfikacje była jednym z najbardziej rozpoznawalnych wyrobów krajowego przemysłu dla gospodarstw domowych, była określana jako przedmiot pożądania konsumentów. Pralka jest prezentowana w muzeach przedstawiających polskie gospodarstwa domowe w II połowie XX w.

## Polar PS w filmie
Pralki Polar PS pojawiały się również w filmach i serialach polskiej produkcji m.in. w:
- Poszukiwany, poszukiwana: PS 663 BIO, jeden z pierwszej serii, w scenie w mieszkaniu Karpielów.
- Awans: PS 663 BIO, w scenie prezentacji nowoczesnych sprzętów gospodarstwa domowego przez Malwinę.
- Czterdziestolatek: PS 663 BIO z francuskim programatorem. Na początku odcinka 18 Magda zachwala nowozdobytą pralkę przed mężem, któremu nowy nabytek „nie daje jednak satysfakcji”.
- W labiryncie: PS 663 S BIO w mieszkaniach Durajów i Racewiczów.
- Klan: PS 663 S BIO w mieszkaniach; Ryśka i Grażynki w pierwszych odcinkach, i Moniki.
- Życie wewnętrzne: PS 663 P, w mieszkaniu Miauczyńskich.
- Blok – PS 663 S BIO występuje jako wyposażenie mieszkań.
- Rodzinka.pl – Polar PS 389 EKONOMIK w mieszkaniu Boskich w pierwszych odcinkach.
- Święta wojna – PS 663 S BIO, w mieszkaniu Andzi i Bercika Dwornioków (odc. 78)
- Święta wojna – PS 663 P BIO, w mieszkaniu Andzi i Bercika Dwornioków (odc. 273)